# Zosterop petit de Yap
El zosterop petit de Yap (Zosterops hypolais) és un ocell de la família dels zosteròpids (Zosteropidae). Viu als boscos clars, vegetació secundària i arbusts de l'illa de Yap, a les Carolines nord-occidentals.